# Södra Fjärdskär, Åland
Södra Fjärdskär är ett skär i Åland (Finland). Det ligger i Skärgårdshavet och i kommunen Kökar i landskapet Åland, i den sydvästra delen av landet. Ön ligger omkring 64 kilometer öster om Mariehamn och omkring 220 kilometer väster om Helsingfors.
Öns area är 1,5 hektar och dess största längd är 200 meter i öst-västlig riktning. Trakten är glest befolkad. Närmaste större samhälle är Kökar, 6,5 km väster om Södra Fjärdskär.